# 11.º arrondissement de Paris

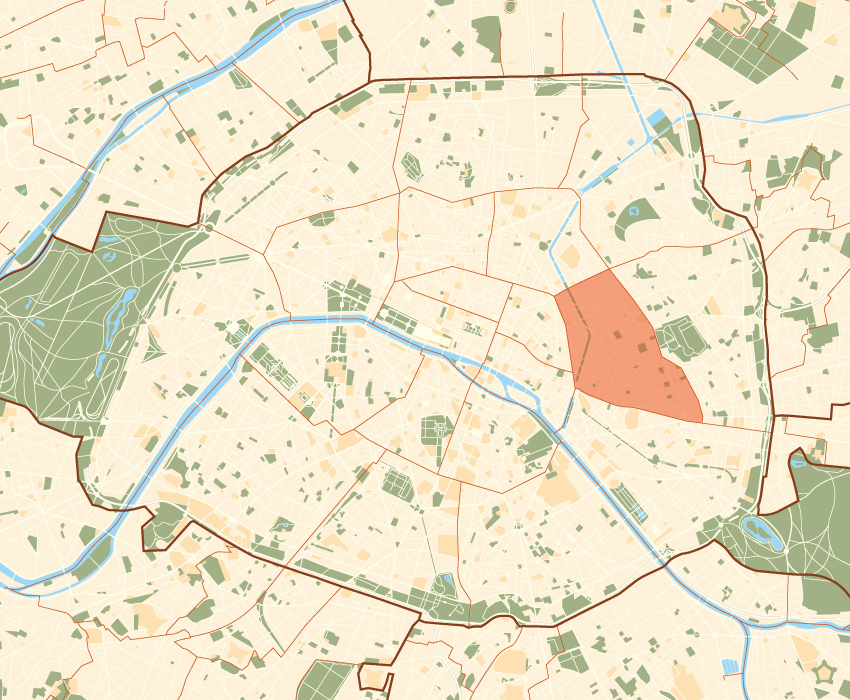
Mapa do 11.º arrondissement, assinalado a vermelho.

O 11.º arrondissement de Paris é um dos 20 arrondissements de Paris, situado na margem direita do rio Sena.

## Bairros
1. Quartier de la Folie-Méricourt
2. Quartier Saint-Ambroise
3. Quartier de la Roquette
4. Quartier Sainte-Marguerite

## História
Foram acometidos à região pelo menos dois atentados de repercussão internacional:
1. Massacre do Charlie Hebdo
2. Ataques de novembro de 2015 em Paris

## Demografia
Em 2006, a população era de 152 436 habitantes numa área de 367 hectares, com uma densidade de 41 536 hab./km².
| Ano (censo nacional)     | População | Densidade (hab./km²) |
| ------------------------ | --------- | -------------------- |
| 1911 (pico populacional) | 242 295   | 66 092               |
| 1962                     | 193 349   | 52 741               |
| 1968                     | 179 727   | 49 025               |
| 1975                     | 159 317   | 43 458               |
| 1982                     | 146 931   | 40 079               |
| 1990                     | 154 165   | 42 053               |
| 1999                     | 149 102   | 40 672               |
| 2006                     | 152 436   | 41 536               |